# Cronologia do caso Marcos Kitano
Este anexo reúne as datas de fatos importantes para o caso Marcos Kitano, em que Elize Matsunaga assassinou e esquartejou o próprio marido, o então CEO da empresa Yoki, Marcos Matsunaga. Depois de acusada, Elize logo confessou o crime, dando detalhes de como ocorrera. Porém, investigações e perícias revelaram pouco a pouco outras informações sobre o caso.

## Cronologia

### Antes do crime

Localização do município de Chopinzinho

Discussões entre o casal vinham acontecendo desde alguns anos antes do crime, sempre por motivos passionais. Elize acreditava estar sendo traída e confirmou o fato ao contratar um detetive particular para seguir Marcos Kitano. A descoberta da traição, segundo a própria assassina confessa, teria sido a motivação para o crime. Abaixo, a sequência de fatos que antecederam o homicídio:
- Início de maio de 2012: Elize procura um advogado para discutir sobre um possível divórcio. A mulher desejava saber com o que ficaria caso se separasse de Marcos e que direitos lhe eram reservados.[1]

- Na semana de 13 de maio de 2012: Elize contrata um detetive particular para seguir Marcos.[1]

- 17 de maio de 2012: Elize viaja para a sua cidade natal, Chopinzinho, no interior do Paraná, para visitar sua mãe e apresentá-la à neta, filha do casal Matsunaga. À noite, Elize recebe informações do detetive particular, que confirma a traição. Ele a manda imagens em que Marcos se encontra com uma prostituta no centro de São Paulo.[1]

- 18 de maio de 2012: Ainda em Chopinzinho, Elize recebe mais informações do detetive: Marcos havia jantado com a mulher com quem foi filmado no dia anterior.[1]

- 19 de maio de 2012: Marcos Kitano busca Elize no aeroporto. A partir daí, começam os eventos registrados pelas câmeras de segurança do prédio onde a família morava.[1]

### Assassinato

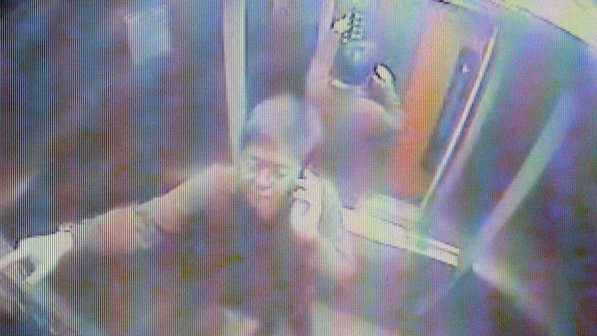
Marcos Kitano desce para buscar uma pizza

A sequência de fatos a seguir foi registrada por câmeras de segurança do prédio onde o casal vivia nos dias 19 e 20 de maio de 2012. Elas foram fundamentais para que o crime fosse desvendado e permitiram acompanhar os últimos momentos de Marcos Kitano vivo:
- 19 de maio de 2012
  - Às 18h30: Marcos, Elize, a filha do casal e uma babá sobem de elevador até a cobertura onde o casal vivia. Eles acabavam de chegar do aeroporto, de uma visita que Elize fez à cidade de Chopinzinho.[2]
  - Entre 18h30 e 19h30: A babá deixa o apartamento, onde agora estão apenas o casal e a filha de um ano.[2] Segundo o depoimento de Elize à Polícia, foi nesse momento que ela revelou ter descoberto a traição, iniciando uma discussão entre ambos.[1]
  - Às 19h30: Marcos desce pelo elevador até o térreo para buscar uma pizza. Ele está aparentemente tranquilo e falando ao celular com seu pai. Essas foram as últimas imagens de Kitano vivo.[2]
  - Depois das 19h30: Segundo Elize, depois de Kitano voltar, o casal retomou a discussão. Marcos a teria ameaçado dizendo: "vou te mandar de volta para o lixo de onde você veio". Afirmou também que se ele pedisse o divórcio, a filha do casal ficaria com ele, alegando que a guarda não seria dada a uma "prostituta".[3]
  - Entre 19h30 e 11h30: Elize assassina Marcos Kitano com um tiro na cabeça à queima-roupa de cima para baixo[3] e esquarteja seu corpo em seis partes: cabeça, braços, tórax e pernas. Depois disso coloca os restos mortais em sacos plásticos que vão dentro de uma mala preta.[1]
- 20 de maio de 2012
  - Às 11h30: Elize deixa o apartamento carregando as três malas onde estava o corpo de Marcos Kitano.[1]

## Investigações e cobertura pela imprensa
O corpo de Marcos Kitano foi jogado na beira de uma rodovia em Cotia, próximo a São Paulo, no mesmo dia do crime, 20 de maio de 2012. As primeiras notícias sobre a descoberta do corpo vieram em 23 de maio de 2012. Em 4 de junho de 2012, 15 dias após o crime, deu-se a identificação do corpo, e a partir daí o caso começou a ter destaque na imprensa brasileira, que dava notícias sobre a evolução das investigações sob os títulos de "caso Yoki", o mais usado, e "caso Marcos Kitano".
- 23 de maio de 2012: São descobertos os restos mortais de um "homem asiático" na beira de uma estrada em Cotia. A primeira grande rede de televisão a noticiar o fato foi a Rede Bandeirantes, destacando o caso como um "crime macabro".[4][5]

- 1 de junho de 2012: Policiais militares da região começam a ser investigados pelo Departamento de Homicídios e Proteção à Pessoa como suspeitos do crime. Nesse momento, ainda não havia a informação de que o corpo era de Marcos Kitano.[6]

- 4 de junho de 2012: O corpo é identificado como sendo de Marcos Kitano, dado como desaparecido desde o dia do crime.[6] À noite, depois de análises das imagens das câmeras de segurança do prédio em que morava o CEO, deu-se como suspeita Elize Matsunaga, que foi detida sob prisão temporária de cinco dias (posteriormente estendida como prisão preventiva). A informação foi divulgada por Jorge Carrasco, diretor do DHPP. Tal prisão foi motivada pelo fato de Marcos entrar no apartamento, porém não sair e de Elize deixar o prédio com três malas.[7] A partir desse dia, o caso começou a ter ampla cobertura da mídia. O DHPP ainda trabalhava com a hipótese de o CEO ter sido assassinado por policiais militares, e as investigações avançavam em sigilo.[7] Elize ficou detida na 97ª DP.[8]

| “ | Nem sei se ele tinha segurança e não sei se estes seguranças dele eram policiais militares. O que posso dizer é que estamos investigando todas as possibilidades. Uma delas é a de crime passional. | ” |

- 5 de junho de 2012: O advogado da família do empresário, Luiz Flávio Borges D’Urso, afirma acreditar que o crime foi praticado por mais de uma pessoa. Ele disse: "é pouco provável que uma única pessoa tenha realizado toda a preparação, execução, o homicídio, o esquartejamento e a manutenção dos pedaços".[9] O delegado responsável pelo caso, Mauro Dias, diz que a polícia agora foca-se na hipótese de crime passional. Segundo ele, existiam evidências de uma traição por parte do empresário.[8][10] No apartamento do casal, a polícia encontra sacos plásticos iguais aos que continham o corpo de Marcos. Também é encontrada uma grande quantidade de armas, sendo uma do mesmo calibre que matou o empresário, uma calibre .380.[11] Elize é transferida da 97ª DP até a cadeia de Itapevi, na grande São Paulo.[8][12]

| “ | Me parece que a vítima era colecionador. Ela entregou algumas armas na Guarda Civil Metropolitana para destruir essas armas e uma das armas é o calibre do tiro que a vítima levou. | ” |

- 6 de junho de 2012: Elize presta depoimento ao DHPP e confessa o crime.[13] A mulher, que até então tinha negado qualquer envolvimento com o assassinato, deu detalhes de como cometeu o crime. Apesar de não ter citado nenhuma outra pessoa, a polícia ainda suspeitava da participação de alguém para ajudá-la a esquartejar e abandonar o corpo.[13] Elize contou à polícia que o assassinato ocorreu depois de uma briga que ambos tiveram causada por uma traição de Marcos. Ela disse que atirou na cabeça do marido e deixou o seu corpo num quarto da casa por dez horas para, então, esquartejá-lo quando já estivesse em situação cadavérica e portanto, com o sangue coagulado. Ela disse que o levou para o banheiro da empregada, cortou os membros inferiores, superiores e o decapitou com uma faca de 30cm que estava na cozinha.[14] A polícia encontrou as provas da traição de Marcos: fotos e vídeos que o detetive contratado por Elize tinha feito.[15] Começou a ser feita, no final da noite, a reconstituição do crime para comprovar a versão de Elize.[16]

- 7 de junho de 2012: Peritos concluem a reconstituição do crime e confirmam a versão de Elize sobre como matou o CEO e o esquartejou. A reconstituição foi acompanhada pela mulher e durou aproximadamente seis horas.[16] A Secretaria de Segurança Pública solicitou a prorrogação da prisão temporária de Elize.[16] Após ouvir o depoimento da babá que foi ao apartamento quando o empresário já estava morto, o delegado responsável pelo caso afirmou que o caso estava "praticamente encerrado".[17]

| “ | O depoimento da babá não acrescentou praticamente nada. Ela não teve nenhum envolvimento com o ocorrido. | ” |

- 8 de junho de 2012: A filha do casal fica sob a guarda de uma tia de Elize. A família de Marcos Kitano diz que não pretende entrar na justiça para disputar a guarda da filha do casal, que à época tinha apenas um ano de idade.[18] A Polícia Rodoviária Federal disse ter parado Elize na rodovia SP-127 e a multado por estar com o licenciamento do veículo vencido há quase um mês. Segundo a PRF, o carro não foi revistado porque tratava-se de uma abordagem administrativa. O Jornal Nacional noticiou que Elize seguia rumo ao estado do Paraná, mas que desistiu da viagem após ser abordada e voltou em direção a São Paulo, deixando o corpo do empresário numa estrada em Cotia.[19] A defesa de Elize disse que o crime não foi premeditado e que a mulher temia perder a guarda da filha. O advogado de Elize, Luciano de Freitas, disse que considera a prisão de Elize até o julgamento desnecessária. Ele disse: "se ela quisesse ter fugido, ela teria fugido nesses quinze dias".[20]